# Mesoleptus difformis
Mesoleptus difformis là một loài tò vò trong họ Ichneumonidae.